# Kokinwakashū

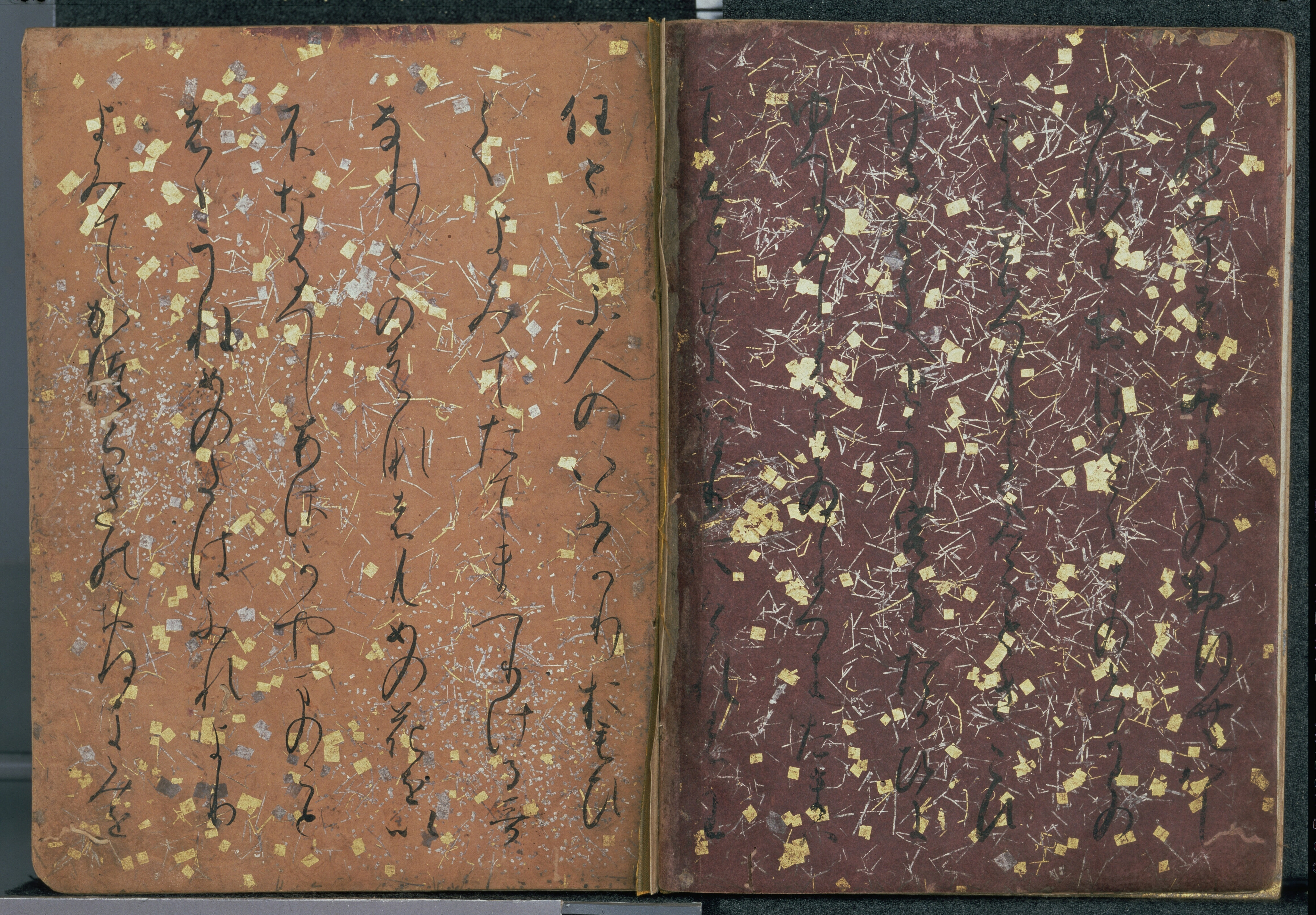
Il Kokin Wakashū

Il Kokin Wakashū (古今和歌集) o abbreviato Kokinshū (古今集), tradotto con "Raccolta di poesie giapponesi antiche e moderne", ed è la seconda raccolta di poesie giapponese pervenutaci successiva al Manyoshu e la prima delle ventuno antologie imperiali della poesia classica giapponese.
Si suppone che sia stata compilata all'inizio del X secolo, nel periodo Heian. Raccoglie 1100 poesie divise in venti libri. La raccolta fu compilata da Ki no Tsurayuki, Ki no Tomonori, Ōshikōchi no Mitsune e Mibu no Tadamine. La forma tornata in auge e perfezionata in questa raccolta è il Waka, tuttavia sono presenti anche alcuni Chōka e Tanka. Questa raccolta non va confusa con il Shin-Kokin Wakashū (新古今和歌集) compilata da Fujiwara no Teika in periodo medievale.

## Struttura dell'opera
Notevole la suddivisione organica dei libri e degli argomenti, più approssimativa nel Manyoshu. La raccolta è suddivisa in venti libri:
- I - II Primavera
- III Estate
- IV - V Autunno
- VI Inverno
- VII Felicitazioni
- VIII Separazioni
- IX Viaggi
- X Nomi di cose
- XI - XV Amore
- XVI Elegie
- XVII - XVIII Poesie varie
- XIX Poesie di varia forma
- XX Canti dell'Ufficio dei Canti alla Corte

Si possono inoltre ulteriormente suddividere in due grandi gruppi: la natura e l'amore, temi centrali della poesia giapponese antica. Questo schema fu ripreso, con variazioni minime, anche dalle successive antologie.

### Esponenti di rilievo
La raccolta contiene richiami a poesie di rilevantissimi autori del Manyoshu, come Fujiwara no Sekio e la principessa Nukata. Tuttavia questi non occupano che una piccola parte nella grande raccolta, ed ecco che allora troviamo autori più recenti come: Ki no Tsurayuki, Ono no Komachi, Oshikoshi no Mitsune, Ki no Tomonori e Mibu no Tadamine. Senza contare poi Sosei e Kiyohara no Fukayabu. La maggior parte sono state composte da Ki no Tsurayuki, del quale ricordiamo anche il Tosa Nikki.

### Figure retoriche
Il mirabile utilizzo delle figure retoriche nell'opera è cospicuo, elenchiamone alcune:
- Makurakotoba (枕詞), o “parola – cuscino”, è una specie di epiteto, in genere di cinque sillabe, che introduce determinati termini o locuzioni. In origine probabilmente una formula magico-rituale, che aveva a che fare con la credenza sul potere della parola, si è poi trasformato in artificio retorico.
- Jokotoba (序詞), o semplicemente jo (“introduzione”), ha funzione, analogamente a makurakotoba, di introdurre le espressioni principali. Mentre il makurakotoba è una formula fissa, il jo viene creato liberamente sia nel contenuto sia nella lunghezza che può superare le cinque sillabe.
- Kakekotoba (掛詞), è una parola dal doppio significato. A causa della semplicità del sistema fonetico, la lingua giapponese è ricca di parole omofone di cui il kakekotoba si avvale per ampliare la carica dell'espressione poetica.
- Engo (縁語), si tratta di parole correlate semanticamente fra loro, inserite nella poesia anche con l'uso del kakekotoba.
- Mitate (見立て), sovrapposizione di due immagini visive, consiste nell'afferrare un oggetto o fenomeno come un altro.
- Honkadori (本歌取り), procedimento compositivo che prevede la creazione di una nuova lirica utilizzando parole di una poesia precedente, secondo il principio del conferire al componimento suggestioni ed echi appartenenti a riconosciuti capolavori del passato, visti come modelli da cui trarre materia ed ispirazione.
- Utamakura (歌枕), il termine è in riferimento alle località celebri (meisho 名所) citate nei versi con particolari connotazioni, associate a determinate immagini atte ad evocare situazioni poetiche, emotive, stagionali, via via elaborate e consolidate, dunque rese “codificate”, dai precedenti lirici.

## Esempi di poesie
Yuki no uchi ni

haru wa kinikeri

uguisu no

koreru namida

ima ya tokuramu
Fra la neve che fiocca

ecco, è arrivata la primavera.
Dell'usignolo
le lacrime gelate
Ora si staranno sciogliendo.
```
          (Fujiwara no Takaiko)
```

Kurenai no

furiidetsutsu naku

namida ni wa

tamoto nomi koso

iro masarikere
Le lacrime che mi sgorgano

dal cuore sanguinante,
come tinta cremisi,
impregnano soltanto le mie maniche
di un colore sempre più intenso.
```
          (Ki no Tsurayuki)
```